# Pierre Meylan
Pour les articles homonymes, voir Meylan (homonymie).
Pierre Meylan, né le 22 octobre 1908 à Lucens et mort le 7 mai 1974 à Morges, est un musicien, musicologue et enseignant vaudois.

## Biographie
Pierre Meylan naît le 22 octobre 1908 à Lucens (canton de Vaud),.
Il suit des études de philologie à l'Université de Lausanne et obtient en même temps le diplôme de perfectionnement de piano à l'Institut de Ribaupierre dans la classe de Boris Roubakine. Il étudie également à Halle et à Leipzig,.
Professeur et écrivain, Pierre Meylan enseigne durant près de trente ans le français, l'allemand, l'histoire et l'histoire de l'art à l'École supérieure de commerce de Lausanne. En marge de son enseignement, il publie de nombreux essais et articles, principalement sur les rapports entre la littérature et la musique. Il écrit pour la plupart des grands journaux en Suisse romande ainsi que pour des revues spécialisées à l'étranger, et collabore même au Larousse de la musique.
Dès 1949, il est membre du conseil de rédaction des Feuilles Musicales de Lausanne aux côtés de Constantin Regamey, puis en 1953, il assume la direction de la Revue musicale de Suisse romande. Il travaille également pour la radio à Lausanne et à Genève, où il présente des émissions sur Roussel, Duparc et Stravinsky notamment.
Comme auteur, il a publié Les Écrivains et la musique (en deux volumes ; Lausanne, 1944, 1952) et a édité les recueils Richard Strauss : Anecdotes et souvenirs (Lausanne, 1951) et Les Plus belles lettres de Mozart (Lausanne, 1956), notamment.
Pierre Meylan est à l'origine d'un projet destiné à récompenser et encourager la recherche musicologique et musicographique en Suisse romande. Le Prix Meylan, créé en 1975, est ainsi attribué chaque année impaire à une personnalité du paysage musical romand.
Un fonds Pierre Meylan a été créé à la Bibliothèque cantonale et universitaire de Lausanne.
Il meurt le 7 mai 1974 à Morges.

## Écrits
Pierre Meylan est notamment l'auteur de :
- Les écrivains et la musique (Lausanne, 1944-1951) ;
- Une amitié célèbre : C.F. Ramuz-Igor Stravinsky (Lausanne, 1962) ;
- René Morax et Arthur Honegger au Théâtre du Jorat (Lausanne, 1966/R) ;
- Arthur Honegger: humanitäre Botschaft der Musik (Frauenfeld, 1970).